# Kalānkash
Kalānkash (persiska: کلانکش) är en ort i Iran.   Den ligger i provinsen Östazarbaijan, i den nordvästra delen av landet, 500 km nordväst om huvudstaden Teheran. Kalānkash ligger 1 615 meter över havet och antalet invånare är 871.
Terrängen runt Kalānkash är huvudsakligen kuperad, men österut är den platt. Runt Kalānkash är det ganska tätbefolkat, med 124 invånare per kvadratkilometer. Närmaste större samhälle är Soofian, 10,4 km väster om Kalānkash. Trakten runt Kalānkash består i huvudsak av gräsmarker.